# Henriette Richter-Röhl
Henriette Richter-Röhl (n. 9 ianuarie 1982, Berlin, RDG) este o actriță germană.

## Date biografice
Henriette Richter-Röhl era deja în fața unei camere de filmat, la vârsta de 15 ani. Ea provine dintr-o familie de actori, mama Siegrid Richter la fel ca și tatăl ei Hans Otto Reinsch ambii erau actori, care au jucat în RDG teatru. La fel fratele Fridolin Richter, ca și verișoarele ei, Anna Frenzel-Röhl, Katja Frenzel-Röhl sunt tot actrițe. Henriette a luat ore de muzică la școala Berlin-Weißensee. Între anii 1997 - 1999 a fost componenta formației de rock Frontfrau, cu care a câștigat câteva premii. Henriette Richter-Röhl a scris scenariul pentru filmul Grenzverkehr, a compus împreună cu Manuel Lopez și muzica pentru coloana sonoră a aceluiași film. Henriette pictează în timpul ei liber.

## Filmografie
Televiziune
- 1999: Powder Park
- 1999: Dr. Sommerfeld – Neues vom Bülowbogen; Episode: Bis zum letzten Atemzug (Serial de televiziune) în rolul Sandra Lepple
- 2000: Herzschlag – Das Ärzteteam Nord; Episode: Voodoo (Serial de televiziune) în rolul Muriel
- 2000–2003, 2007: Marienhof (Serial de televiziune) în rolul Elena Zirkowski #2
- 2002: Trenck – Zwei Herzen gegen die Krone (Film de televiziune) în rolul Hofdame Marie
- 2003: Um Himmels Willen: Eisprinzessin în rolul Sylvia Rademacher
- 2003: Rosamunde Pilcher: So lange es Dich gibt (Film de televiziune) în rolul Milly Cohen
- 2004: Geheimnis der Karibik (Film de televiziune) în rolul Maya Merten
- 2004: Eine Mutter zum Geburtstag
- 2004: Forsthaus Falkenau; Episode: Erblast (Serial de televiziune) în rolul Lydia Baumgartner
- 2005–2007, 2010: Sturm der Liebe (Hauptrolle) (Telenovelă) în rolul Laura Saalfeld, geb. Mahler
- 2007: Das Traumschiff (Serial de televiziune), episodul 56 „Rio de Janeiro“ în rolul Angela Breitner
- 2008: Der Alte (Serial de televiziune) în rolul Polina
- 2008: Der Verlobte meiner besten Freundin (Film de televiziune)
- 2008: Mein Leben – Marcel Reich-Ranicki (Film de televiziune) în rolul Angelika Hurwicz
- 2008: Soko Kitzbühel Ein tödlicher Dreh (Serial de televiziune)
- 2008: Heimat zu verkaufen (Film de televiziune)
- 2008: Vorzimmer zur Hölle (Film de televiziune)
- 2009: Der Alte (Serial de televiziune)
- 2009: Katie Fforde - Eine Liebe in den Highlands (Film de televiziune)
- 2010: Im Zweifel für die Liebe în rolul Megan

Cinematografie
- 1999: Miststück
- 2003: Autobahnraser în rolul Nicki
- 2004: Grenzverkehr
- 2004: Viel/Zuwenig
- 2009: Ein letztes Mal

Teatru
- 2000: Frühlings Erwachen
- 2003: Krankheit der Jugend
- 2003: Der Streit
- 2004: Kabale und Liebe
- 2005: Komödie der Irrungen